# Bloqueo telefónico
El bloqueo telefónico o BT es un tipo de bloqueo ferroviario, el más sencillo tecnológicamente. Su tendencia es la sustitución por otros más modernos.
Su objetivo, como en todos los bloqueos, es evitar que un tren alcance o colisione con otro. Se basa en mantener un solo tren en el tramo de vía entre dos estaciones. Para ello el agente encargado de la circulación de la estación de la que va a salir el tren deberá pedir permiso a la estación de destino. El jefe de circulación de la siguiente estación, tras comprobar que el cantón está libre de trenes, concederá el permiso para utilizar el tramo. Esto se realiza con unos textos normalizados o telefonemas y, normalmente, como medio de comunicación entre las estaciones se utiliza el teléfono. 
Hasta que el tren no llega hasta la estación de destino, completo y sin anormalidad, ninguno de los jefes de circulación de las estaciones colaterales puede dar autorización a otro tren a utilizar la vía.

## Desventajas
La principal desventaja de este sistema es la poca carga ferroviaria que permite, sólo un tren entre las dos estaciones, a veces de más de 50 km entre ellas y con un tiempo de recorrido largo. Además, es imprescindible la comunicación entre las dos estaciones.
En cuanto a la seguridad el sistema no evita los fallos humanos. Un agente de circulación puede, por error, dar la salida a un tren sin permiso de la estación de destino, lo que puede provocar colisiones o alcances. Un ejemplo es el accidente que se produjo en Chinchilla de Montearagón (Albacete), con un choque frontal entre dos trenes, uno de mercancías y uno de viajeros, que provocó 19 muertos el 3 de junio de 2003.

## Presencia en España
A enero de 2025 se mantenía el uso del bloqueo telefónico en las siguientes líneas:
| Línea | Línea                                                       | Tramo                                         | Notas |
| ----- | ----------------------------------------------------------- | --------------------------------------------- | --- |
| 102   | Madrid-Chamartín-Clara Campoamor — Bif. Aranda              | Manzanares-Soto el Real — Burgos-Rosa Manzano | Tramo Aranda de Duero — Burgos exclusivo mercancías; tramo Manzanares-Soto el Real — Aranda de Duero sin servicio            |
| 116   | Cercedilla — Los Cotos                                      | Cercedilla — Los Cotos                        | Sin servicio por trabajos de renovación integral                                                                             |
| 204   | Bif. Canfranc — Canfranc                                    | Ayerbe — Canfranc                             | |
| 222   | Bif. Aigües — PK 50,707 (Frontera)/La Tour de Carol-Enveitg | Puigcerdà — Frontera francesa                 | |
| 310   | Aranjuez — València-La Font de Sant Lluís                   | Aranjuez — Utiel                              | Tramo Aranjuez — Tarancón exclusivo mercancías; tramo Tarancón — Utiel sin servicio                                          |
| 322   | Murcia-Mercancías — Águilas                                 | Lorca-Sutullena — Águilas                     | Sin servicio por trabajos de ejecución de plataforma LAV                                                                     |
| 420   | Bif. Las Maravillas — Algeciras                             | Bobadilla — Ronda                             | |
| 464   | Bif. La Chana — Bif. Tocón                                  | Granada — Antequera                           | Sin servicio comercial; considerada por Adif como dos líneas distintas por su interrupción por la línea 036 de ancho mixto   |
| 466   | Bif. Riofrío — Antequera                                    | Granada — Antequera                           | Sin servicio comercial; considerada por Adif como dos líneas distintas por su interrupción por la línea 036 de ancho mixto   |
| 502   | Cáceres — PK 428,5 (Frontera)/Marvão-Beirã                  | Cáceres — Frontera portuguesa                 | Tramo Valencia de Alcántara — Frontera portuguesa sin servicio                                                               |
| 504   | Villaluenga-Yuncler — Algodor                               | Villaluenga-Yuncler — Algodor                 | Exclusivo mercancías |
| 508   | Badajoz — PK 517,6 (Frontera)/Elvas                         | Badajoz — Frontera portuguesa                 | |
| 512   | Zafra — Huelva-Mercancías                                   | Zafra — Huelva-Mercancías                     | |
| 514   | Zafra — Jerez de los Caballeros                             | Zafra — Jerez de los Caballeros               | Exclusivo mercancías |
| 516   | Mérida — Los Rosales                                        | Zafra — Los Rosales                           | |
| 520   | Ciudad Real — Badajoz                                       | Brazatortas — Villanueva de la Serena         | |
| 528   | Almorchón — Mirabueno                                       | Almorchón — Mirabueno                         | Tramo Almorchón — Alhondiguilla-Villaviciosa exclusivo mercancías; tramo Alhondiguilla-Villaviciosa — Mirabueno sin servicio |
| 740   | Ferrol — Pravia                                             | Ortigueira — Cudillero                        | |
| 770   | Oviedo — Santander                                          | Infiesto — Cabezón de la Sal                  | |
| 774   | Maliaño-La Vidriera — Puerto de Raos                        | Maliaño-La Vidriera — Puerto de Raos          | Exclusivo mercancías |
| 790   | Aranguren — La Asunción Universidad                         | Balmaseda — Guardo                            | |